# Зуи (Зуевский район)
Зуи — деревня в Зуевском районе Кировской области, административный центр Зуёвского сельского поселения.

## География
Деревня расположена в 2 км на юг от райцентра Зуевки.

## История
Деревня известна с 1846 года как починок Ожеговский. В списках населённых мест Вятской губернии 1859—73 годов деревня числится как починок по левую сторону речки Илющихи (Зуи) с 16 дворами. По переписи 1926 года в деревня входила в состав Зуевского сельсовета Сезеневской волости Слободского уезда, в ней числилось 52 хозяйства, в деревне Черноусы, располагавшейся на правом берегу ручья Ильюшка, — 89 хозяйств и 504 жителя. В 1933 году в деревне Зуи был образован колхоз «Делегатка», с общей земельной площадью 456 гектаров. В эти же годы в деревне Черноусы образовался колхоз, получивший имя А.С. Пушкина. По данным 1939 года центром Зуевского сельсовета являлась деревня Черноусы, с 1945 года — деревня Зуи. В мае 1946 года колхозы «Делегатка» и имени А.С. Пушкина объединились. В 1953 году в деревне была открыта колхозная библиотека (до этого была изба-читальня) с книжным фондом 1200 экземпляров, в 1958 году построили и открыли клуб с киноустановкой. Колхоз имени Пушкина одним из первых в районе был электрифицирован. После сселения малых деревень в Зуях появились новые улицы: Мира, Молодёжная, Западная, Набережная. С 1966 по 1974 годы особое внимание уделялось откорму крупного рогатого скота. Построили телятник, мастерские, жилые дома, медпункт, животноводческий комплекс. В эти годы за высокие результаты хозяйствования колхоз был неоднократным участником ВДНХ. В 1976 году за достигнутые успехи в развитии сельского хозяйства колхоз имени Пушкина был награждён знаком «Отличник соцсоревнования РСФСР». По данным 1978 года деревня Черноусы была включена в состав Зуи. В 1982 году в деревне была открыта школа. В 1986 году по инициативе председателя колхоза Николая Николаевича Морилова в деревне был установлен памятник А.С. Пушкину.

## Население
| 1710 | 1763 | 1873 | 1891 | 1905 | 1926 | 1950 |
| ---- | ---- | ---- | ---- | ---- | ---- | ---- |
| 32   | ↗67  | ↗155 | ↗215 | ↗253 | ↗319 | ↘152 |
| 1989 | 2002 | 2010 |      |      |      |      |
| ↗630 | ↘490 | ↘466 |      |      |      |      |

## Инфраструктура
В деревне расположены основная общеобразовательная школа, медпункт, Дом культуры.